# Rivière Fraser (Labrador)
La rivière Fraser (anglais : Fraser River) est un fleuve d'environ 122 km de long situé à l'est de la péninsule du Québec-Labrador, au Labrador dans la province canadienne de Terre-Neuve-et-Labrador.

## Description
La rivière Fraser prend sa source sur un plateau au centre-nord du Labrador dans un petit lac sans nom situé à environ 655 mètres d'altitude (56° 50′ 07″ N, 63° 55′ 54″ O), sur la ligne de partage des eaux entre la mer du Labrador à l'est et la baie d'Ungava au nord-ouest et frontière entre le Québec et Terre-Neuve-et-Labrador.
Le ruisseau coule initialement vers le sud-ouest et se jette dans un autre lac sans nom situé à environ 595 mètres d'altitude (56° 49′ 17″ N, 63° 57′ 57″ O). Le ruisseau à la sortie prend une direction sud en traversant plusieurs étangs et petits lacs sur un peu plus de 6 kilomètres sur le plateau dans une vallée très peu marquée avec une faible déclivité.
Le ruisseau se jette dans un petit lac situé à environ 535 mètres d'altitude (56° 46′ 14″ N, 63° 57′ 06″ O) et prend une direction sud-est avant de rapidement s'engager dans la tête d'une faille traversant tout le bassin versant du Labrador d'ouest en est et constituant la vallée de la rivière.
Le ruisseau puis la petite rivière s'enfonce progressivement sur environ 6 kilomètres dans une vallée de plus en plus marquée avec une forte déclivité (56° 45′ 29″ N, 63° 55′ 14″ O), atteignant une altitude à moins de 300 mètres d'altitude au point de rencontre avec l'autre faille de tête de moindre importante venue du sud-est en recevant un modeste affluent (56° 44′ 25″ N, 63° 51′ 43″ O).
Le parcours est marqué par une succession ininterrompue de rapides sur environ 14 km avec des zones de bouchons créés par les éboulements venus des falaises avec de gros rochers forment une rivière souterraine sous un important éboulement (56° 43′ 45″ N, 63° 46′ 45″ O). Le fond de la rivière est constitué de rochers et en gravats et la rivière a une largeur d'environ 10 mètres. Il s'agit probablement de la zone décrite par Hesketh Hesketh-Prichard (en) (1911) qui a déclaré : « d'une manière générale, je peux dire que tout le haut Fraser est rapide ».
Le fond de la vallée devient ensuite boisé (56° 42′ 54″ N, 63° 38′ 08″ O), la rivière coulant rapidement à travers les arbres dans un lit. Après environ 4 kilomètres, la rivière se jette dans un petit lac à moins de 100 mètres d'altitude (56° 42′ 35″ N, 63° 34′ 56″ O).
La déclivité décroît fortement, la rivière élargie serpente avec un cours plus calme dans une vallée en auge boisée bordée par de hautes falaises dominées de part et d'autre par le plateau nu dépassant les 500 mètres d'altitude.
Sur environ 32 kilomètres, la rivière serpente sur un substrat de sable et de gravier, formant de nombreux méandres en se divisant en divers endroits en plusieurs branches séparées par des îlots, en recevant de courts torrents latéraux venus du plateau.
La rivière mesure environ 30 mètres de large à son entrée à l'extrémité orientale du lac Tasisuak à moins de 20 mètres d'altitude. Le lac Tasisuak occupant le fond de la vallée glaciaire est long d'environ 38,7 kilomètres et rectiligne avec une largeur relativement stable d’environ 1,5 kilomètre sur la partie amont avant de se rétrécir sur la partie aval. À la sortie à l'est (56° 37′ 46″ N, 62° 30′ 36″ O), la rivière traverse une série de lacs peu profonds et saumâtres où le débit s'inverse avec la marée sur près de 16 kilomètres. À la sortie du lac Tasisuak dans la baie de Nain, l'eau est peu profonde et des rapides apparaissent à marée basse.
La rivière rejoint par une embouchure s'élargissant progressivement le fond de la baie de Nain, une baie étroite de 35 km de long (56° 37′ 14″ N, 62° 15′ 09″ O) à environ 35 km à l'ouest de Nain.
Des marais salants bordent l'embouchure et un vaste delta sablonneux jonché de rochers s'étend jusqu'à la baie de Nain.

## Hydrologie
La rivière Fraser draine une superficie de 1 606 km2, alimentée par 86 affluents.
Le bassin versant de la rivière Fraser borde les bassins versants du ruisseau Kamanatsuk au nord et du ruisseau Anaktalik au sud.
Le débit moyen à l'embouchure n'est pas connu. Les débits mensuels les plus élevés se produisent généralement pendant la fonte des neiges, en juin.

## Faune piscicole
Les espèces de poissons signalées dans la rivière Fraser comprennent l'omble chevalier, l'omble de fontaine, le touladi, le chabot tacheté et l'épinoche à trois épines et l'épinoche à neuf épines.
Les phoques passent l'hiver dans le cours inférieur de la rivière et sont chassés par les résidents de Nain.
Les gros rochers formant une rivière souterraine sur la partie amont de la rivière (56° 43′ 45″ N, 63° 46′ 45″ O) empêchent la poursuite de la migration des poissons pendant les périodes sèches.
Parce que la rivière traverse une faille géologique, la majorité des affluents cascadent sur les parois abruptes du canyon et sont complètement inaccessibles aux poissons migrateurs.

## Flore
La végétation du bassin versant consiste en une bande étroite d'épinette noire et épinette blanche et d'arbustes parallèle à la rivière ; une croissance clairsemée de lichens se produit sur les montagnes.

## Histoire
En 1910, l'explorateur britannique Hesketh Hesketh-Prichard (en) a remonté la rivière ont utilisé cette rivière comme route pour traverser la côte du Labrador jusqu'à la rivière George au Québec, continuant à travers Bear Ravine (56° 41′ 51″ N, 63° 30′ 28″ O) pour accéder au lac Indian House sur la rivière George.

## Occupation humaine
Le bassin de la rivière Fraser est situé dans une région isolée ne comptant aucun habitant permanent.
La ville de Nain se situe à 35 kilomètres à l'est de l'embouchure de la rivière Fraser (56° 32′ 29″ N, 61° 41′ 48″ O).
La région intérieure n'est accessible qu'en hydravion ou en canoë.